# Aeroporto Internacional Washington Dulles
O Aeroporto Internacional Washington Dulles (em inglês:  Washington Dulles International Airport) é um dos três aeroportos que servem a cidade de Washington, D.C., capital dos Estados Unidos. Está localizado a 32 km a oeste do centro financeiro da cidade e ocupa cerca de 45 km². Este aeroporto tem uma particularidade, como foi construído entre os condados de Fairfax e Loudoun, é possível aterrar em Loudoun e levantar voo em Fairfax.
O aeroporto tem o nome de John Foster Dulles, antigo secretário de estado durante o mandato do presidente dos Estados Unidos Dwight D. Eisenhower. É o principal hub da companhia aérea norte-americana United Airlines.

## Voos para o Brasil
| Cia Aérea       | Destinos            |
| --------------- | ------------------- |
| United Airlines | São Paulo-Guarulhos |

## Voos para Portugal
| Companhia aérea  | Destinos | Observações                |
| ---------------- | -------- | -------------------------- |
| United Airlines  | Lisboa   | Opera apenas no verão IATA |
| TAP Air Portugal | Lisboa   | Começa a 16 de Junho.      |